# Cecilia Roth
Cecilia Edith Rotenberg Gutkin, känd som Cecilia Roth, född 8 augusti 1956 i Buenos Aires, är en argentinsk skådespelare.
Roth inledde sin karriär i Argentina men flyttade senare till Spanien där hon började arbeta med Pedro Almodóvar. Hon har bland annat spelat huvudrollen i Almodóvars film Allt om min mamma (1999). Roth har tilldelats två Goyapris i kategorin Bästa kvinnliga huvudroll: 1997 för Martin (Hache) och 1999 för sin insats i Allt om min mamma. Hon vann även en European Film Award för rollen som Manuela i Allt om min mamma.
Hon är syster till musikern Ariel Rot. Tillsammans med musikern Fito Páez har hon ett adopterat barn.

## Filmografi i urval
- 1982 – Passionens labyrint
- 1983 – Dunkla drifter
- 1984 – Vad har jag gjort för att förtjäna detta?
- 1987 – Eden Palace
- 1992 – Någonstans på jorden
- 1997 – Martín (Hache)
- 1999 – Allt om min mamma
- 2002 – Tala med henne
- 2013 – Kära passagerare
- 2025 – Rage (TV-serie)